# Andy Fetscher
Andy Fetscher (* 1980 in München) ist ein deutscher Regisseur, Kameramann und Drehbuchautor.

## Leben und Wirken
Andy Fetscher wurde 1980 in München geboren. Nach seinem Schulabschluss arbeitete er als freier Fotograf und Journalist für mehrere deutsche Bildagenturen. Seit 2001 studierte er dann im Fachbereich Kamera an der Filmakademie Baden-Württemberg in Ludwigsburg. Mit seinem Kurzfilm Bukarest Fisch erhielt Andy Fetscher die Möglichkeit, in den Studiengang Szenische Regie zu wechseln. 2007 beendete er sein Regiestudium an der Filmakademie Baden-Württemberg mit dem abendfüllenden Spielfilm Bukarest Fleisch, der vom Hessischen Rundfunk mitproduziert wurde und auf internationalen Filmfestivals wie z. B. dem portugiesischen Fantasporto oder dem belgischen Brussels International Fantastic Film Festival lief.
2011 erschien Andy Fetschers zweiter Spielfilm Urban Explorer, ebenfalls ein Horrorfilm wie seine Abschlussarbeit Bukarest Fleisch, bei dem er Regie führte, das Drehbuch schrieb und für die Kamera verantwortlich war. Auch Urban Explorer lief auf mehreren internationalen Filmfestivals wie beispielsweise dem Busan International Film Festival oder dem Fantasia International Film Festival in Montreal und brachte Andy Fetscher drei Auszeichnungen ein.
Seitdem führte Andy Fetscher bei mehreren deutschen Fernsehformaten Regie. Für seine Regie bei der Jugend-Krimiserie Binny und der Geist, dem Krimi Tatort – Fürchte dich und die Romanverfilmung Die unheimliche Leichtigkeit der Revolution erhielt er nationale und internationale Nominierungen.

## Filmografie (Auswahl)
- 2007: Bukarest Fleisch (Regie, Kamera, Drehbuch)
- 2011: Urban Explorer (Regie, Kamera)
- 2015: SOKO Leipzig – Der dunkle Feind (Fernsehserie)
- 2015: SOKO Leipzig – Doppelmord (Fernsehserie)
- 2016: Binny und der Geist (Fernsehserie, Regie bei sieben Episoden von 2014 bis 2016)
- 2016: SOKO Leipzig – Mann ohne Gedächtnis (Fernsehserie)
- 2017: SOKO Leipzig – Wer Wind sät (Fernsehserie)
- 2017: Tatort: Fürchte dich (Fernsehreihe)
- 2021: Die unheimliche Leichtigkeit der Revolution
- 2022: Old People (Regie, Drehbuch)
- 2023: Sisi – Staffel 3 (Regie)

## Auszeichnungen
- 2011: Ausgezeichnet mit den Preisen Bester Film, Bester Schnitt, Bester Hauptdarsteller und Beste Make-up FX auf dem US-amerikanischen Filmfestival Screamfest Horror Film Festival in Los Angeles für Urban Explorer
- 2011: Ausgezeichnet mit dem Preis für das Beste Drehbuch sowie dem Special Critic's Award bei dem italienischen Filmfestival Fantasy Horror Award für Urban Explorer
- 2011: Nominierung für den Preis Silver Raven in der Kategorie Beste Regie auf dem internationalen Filmfestival Brussels International Fantastic Film Festival für Urban Explorer
- 2015: Nominierung für den Preis Der weiße Elefant auf dem Filmfest München in der Kategorie TV-Serien/-Filme für Binny und der Geist
- 2017: Nominierung für den Bernd Burgemeister Fernsehpreis in der Reihe Neues Deutsches Fernsehen auf dem Filmfest München für Tatort – Fürchte dich
- 2017: Nominierung für den Filmkunstpreis auf dem Festival des deutschen Films in Ludwigshafen für Tatort – Fürchte dich